# FASA-Renault
FASA-Renault fue un fabricante español de automóviles que produjo vehículos de la marca francesa Renault entre 1951 y 2000. Desde el año 2000 hasta la actualidad sus factorías, como la fábrica de Renault de Valladolid, forman parte del grupo Renault España.

## Historia

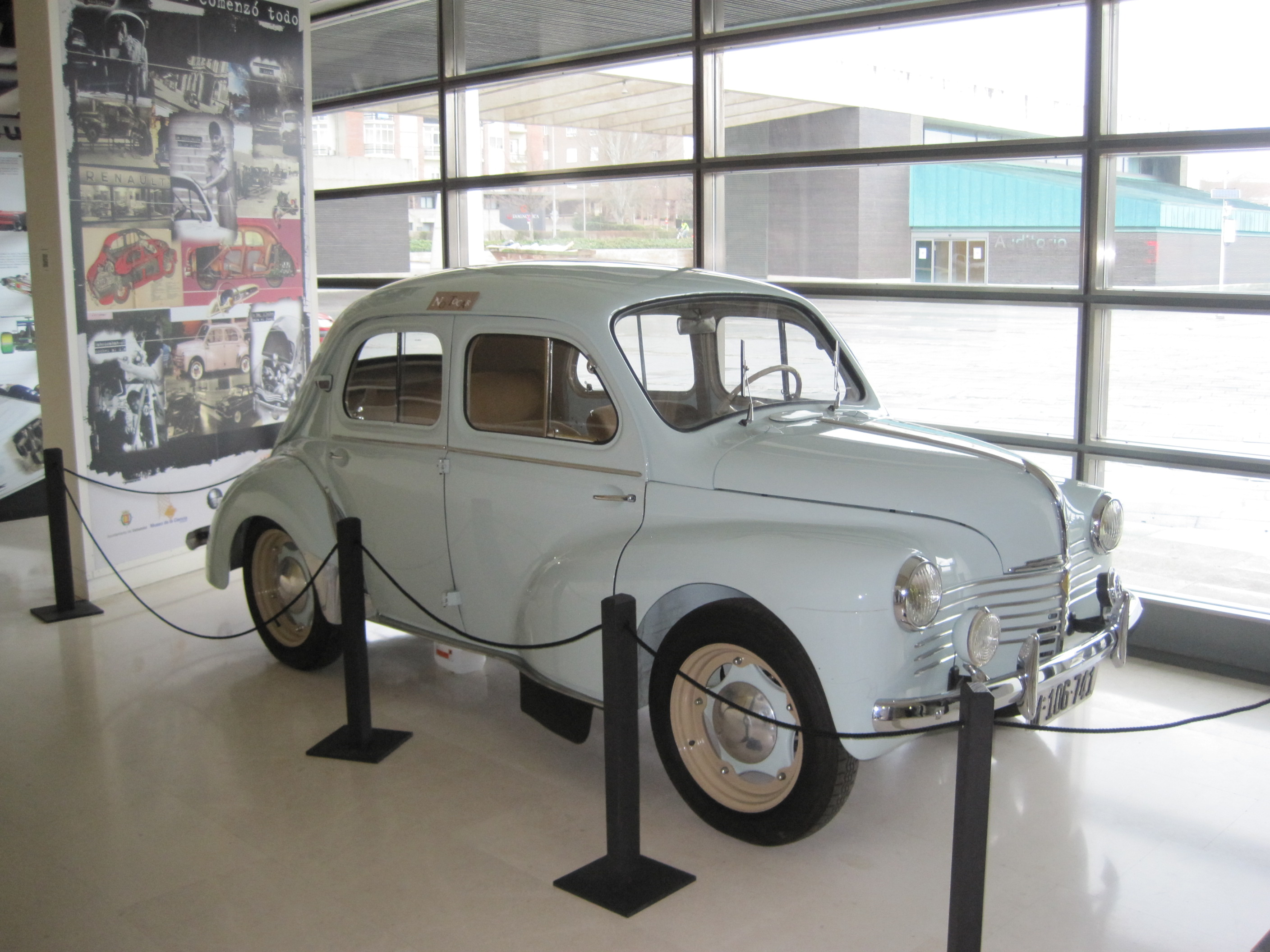
El primer ejemplar del Renault 4CV (denominado FASA 000001) fabricado por FASA-Renault en la factoría de Valladolid. Es también el primer coche fabricado en la planta de Valladolid.

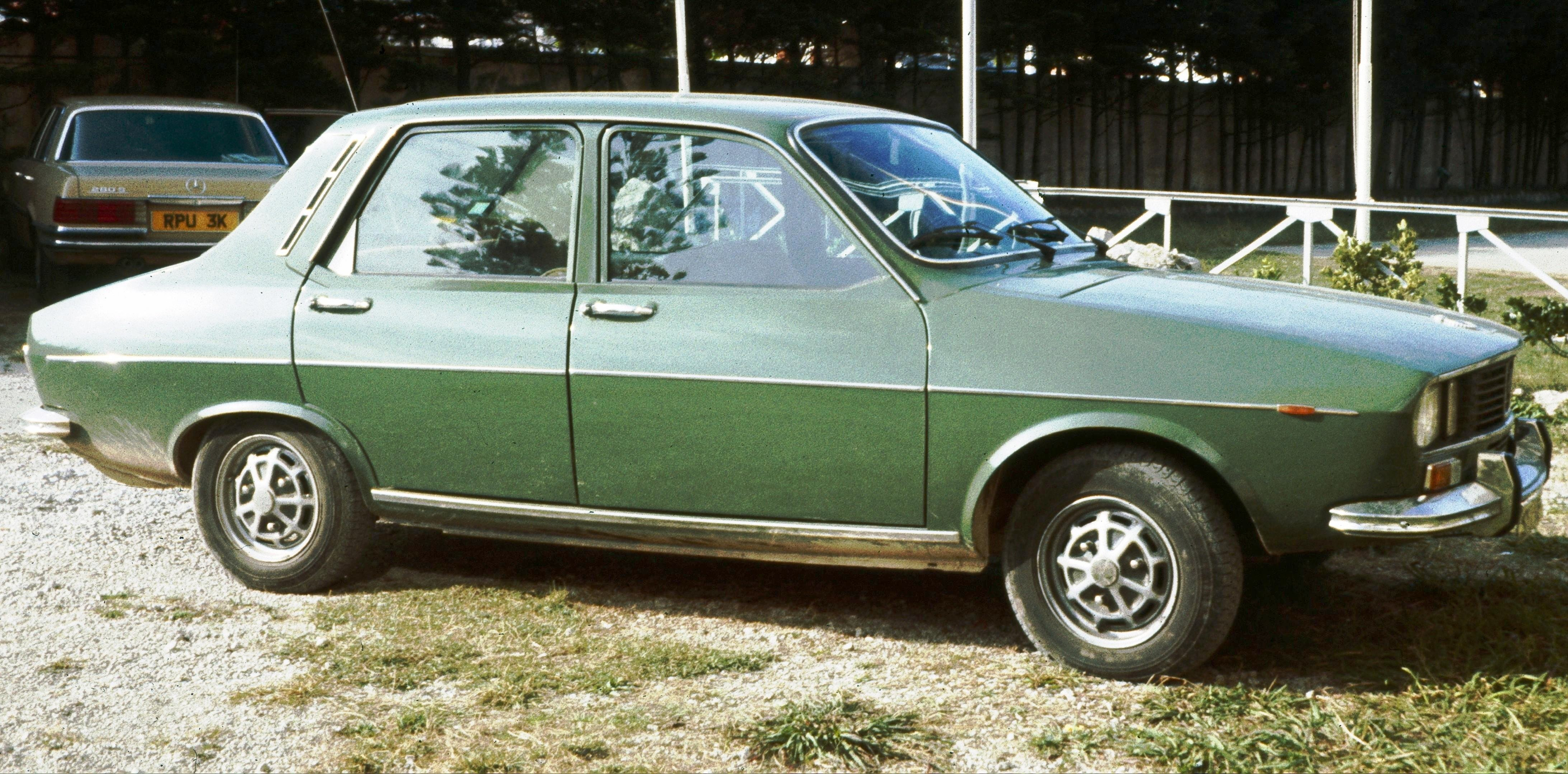
Fasa-Renault 12 S de 1972.

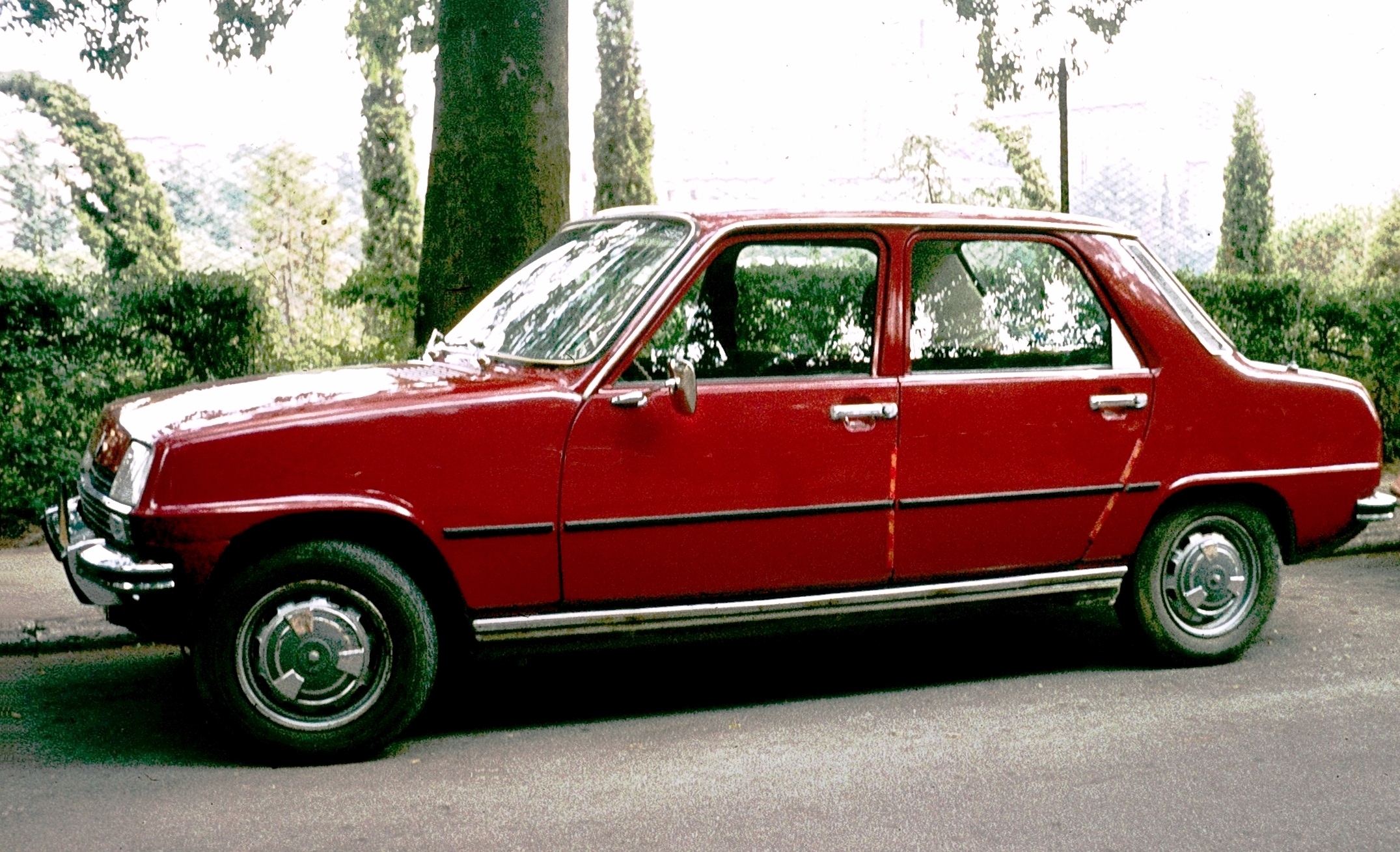
El Renault 7 (1974-1984) es una versión local sedán del Renault 5.

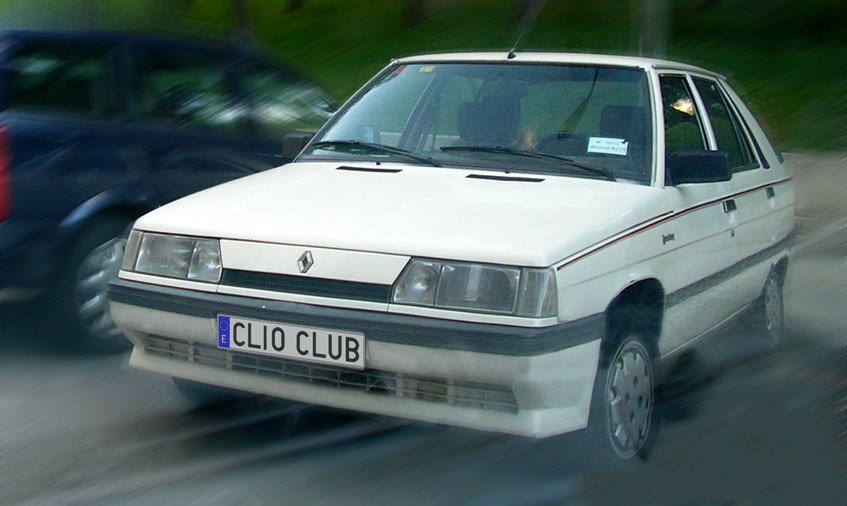
Renault 11 (1981-1989).

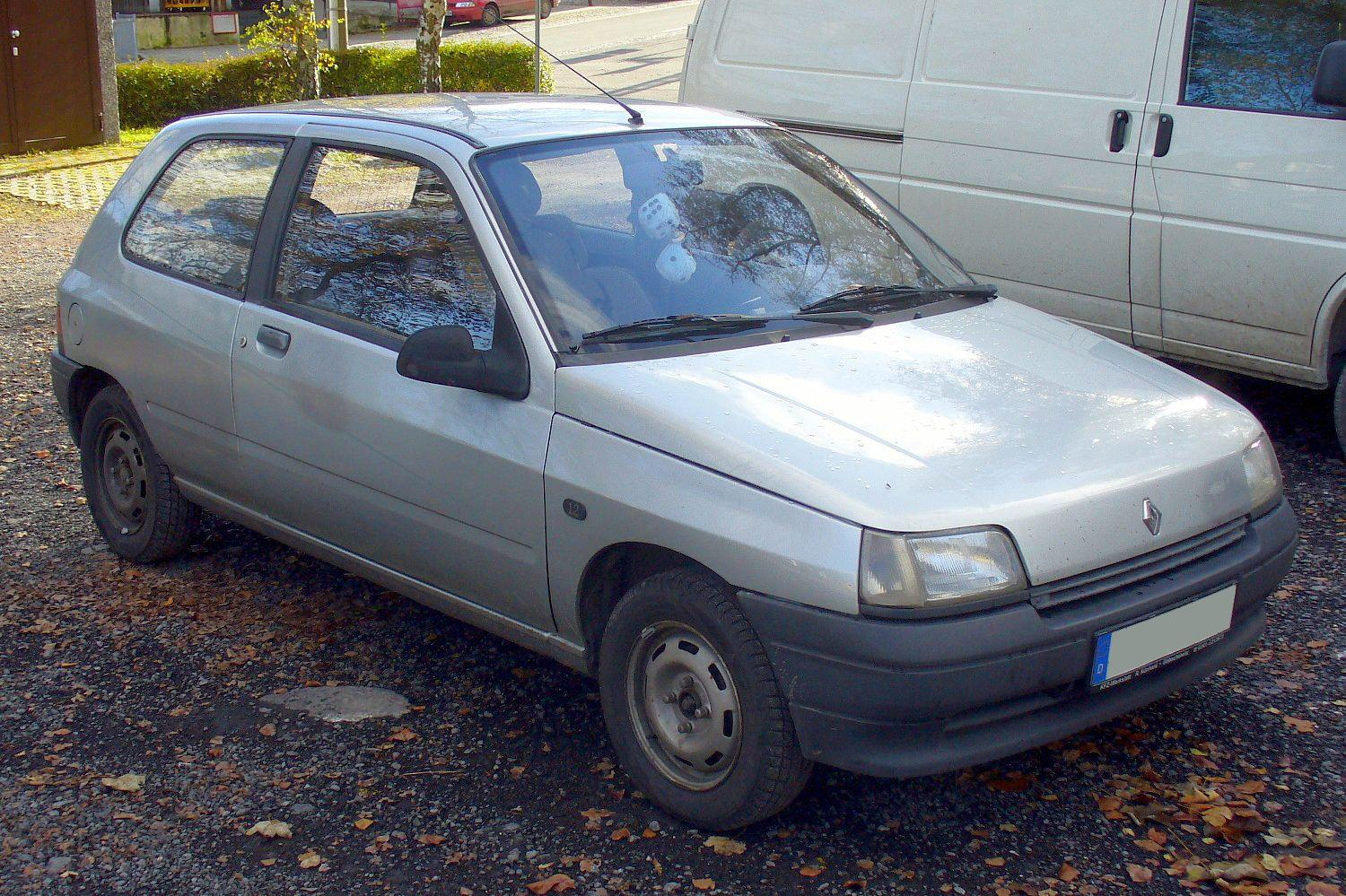
Renault Clio (1990-presente).

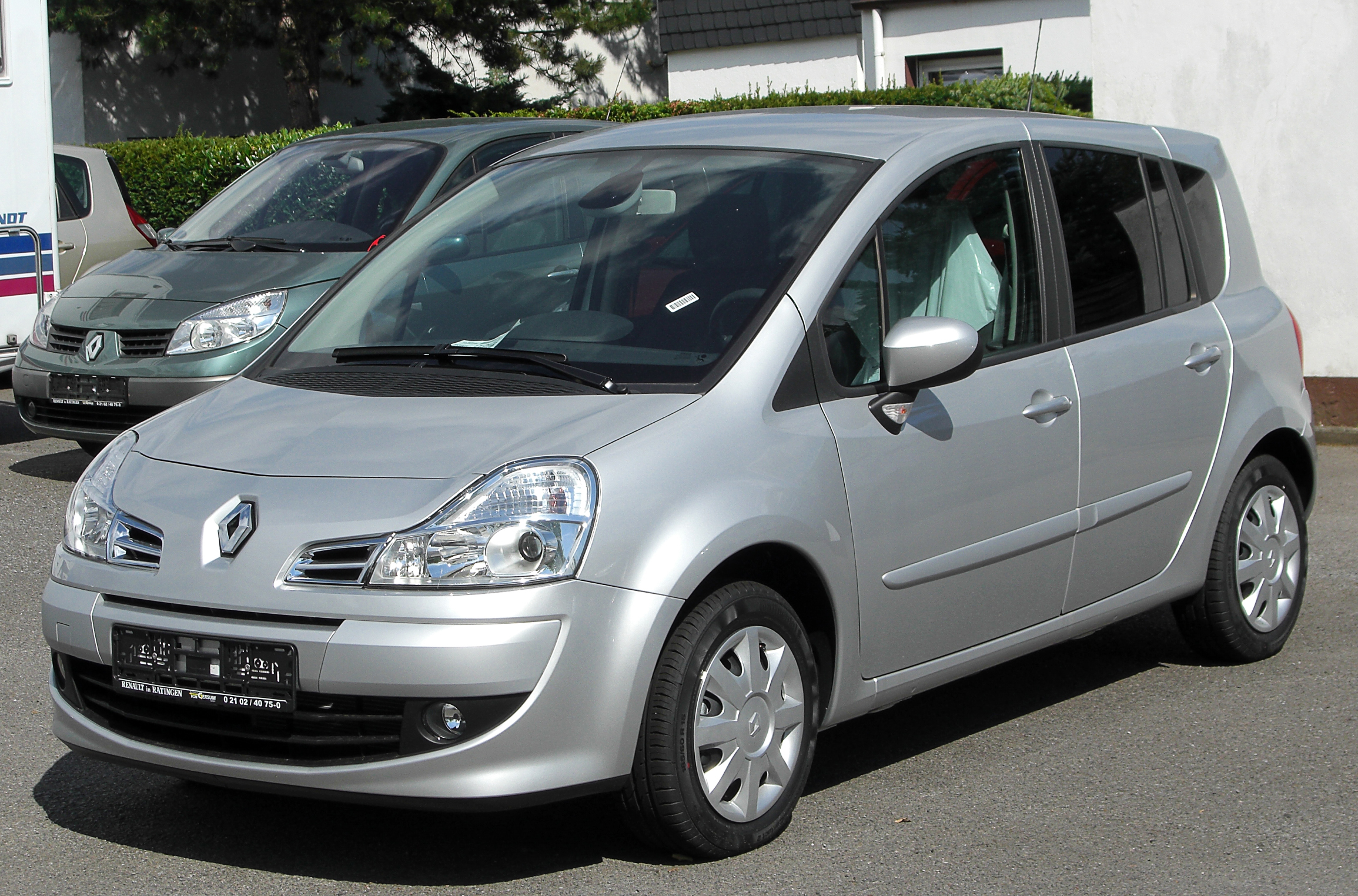
Renault Modus (2004-2012).

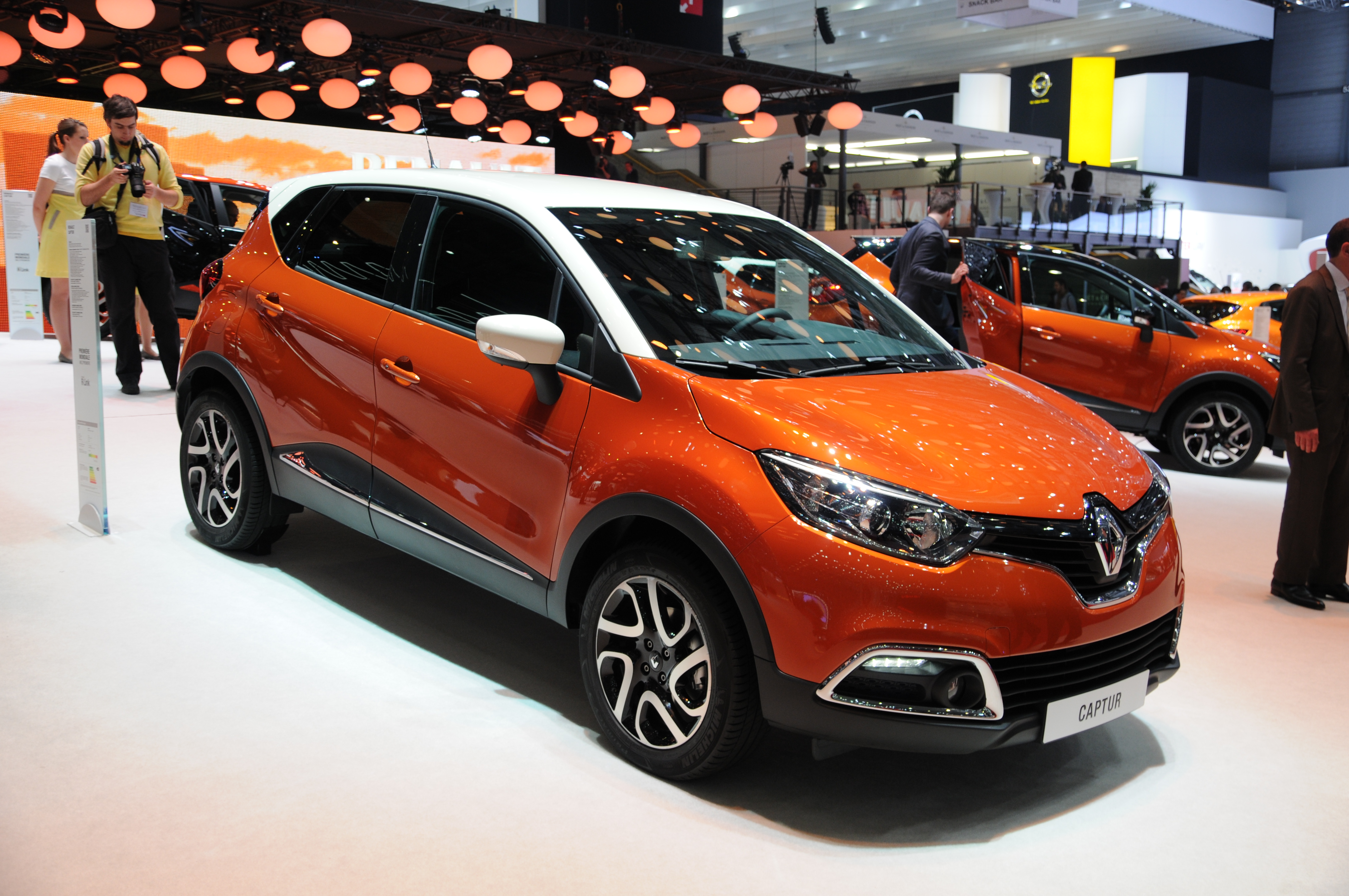
Renault Captur (2013-presente).

Acabada la guerra civil española, en 1940 se reanuda la fabricación de automóviles y camiones en la fábrica de Hispano-Suiza en Barcelona, cuya producción se había redirigido, durante la contienda, a la producción de carros blindados. En 1941 el Banco Urquijo junto con Hispano-Suiza, el fabricante italiano FIAT y otros socios nacionales fundan la empresa automovilística SIAT (Sociedad Ibérica de Automóviles de Turismo) para el desarrollo y fabricación de vehículos de turismo. Si bien no logra su objetivo fundacional, esta empresa será la precursora del fabricante español de vehículos SEAT que se fundará en 1951.
Paralelamente, en el año 1950, la compañía estatal francesa Renault busca un socio industrial para fabricar vehículos en España bajo su licencia. La marca francesa entra en contacto con el militar e ingeniero andaluz Manuel Jiménez-Alfaro, interesado en promover la producción de los vehículos de la firma en España. Jiménez-Alfaro contaba con experiencia en el sector automovilístico donde había ejercido como ingeniero jefe de control y fabricación de SEFA (Sociedad Española de Fabricación de Automóviles), dedicada a producir el camión francés  Dion-Bouton. Además, fue profesor Principal de la Especialidad de Automovilismo en la Escuela Politécnica del Ejército.

### Fábrica de Renault de Valladolid
El 12 de febrero de 1951 Jiménez-Alfaro firma un contrato de cesión de licencias con la marca francesa para fabricar el Renault 4CV en España. Durante los meses siguientes realiza gestiones para establecer la futura fábrica en Valladolid. Aunque desde París se decantaban por los terrenos que la firma automovilística poseía en la localidad madrileña de Alcobendas, en Valladolid Jiménez-Alfaro contaba con el apoyo del alcalde, amigo personal, así como de empresarios locales dispuestos a invertir en el proyecto. La ciudad contaba con naves industriales ya construidas que podían alojar los futuros talleres de la factoría, además sus buenas conexiones ferroviarias y su gran censo de población son citadas por su fundador como razones para establecerse allí.
El 14 de mayo de 1951 Jiménez-Alfaro presenta en la Delegación del Ministerio de Industria de Valladolid una 'Memoria descriptiva y Proyecto de Instalación de una nueva industria de fabricación de automóviles en la capital'. El proyecto que requería de autorización estatal encontró múltiples obstáculos para su aprobación. La automovilística estatal SEAT, que fabricaba el Fiat 1400, impugnó el proyecto sin éxito pero el Instituto Nacional de Industria, propietario de SEAT, bloqueó el proyecto. Gestiones de alto nivel con dirigentes del Gobierno durante meses consiguieron que el 10 de octubre de 1951 el Consejo de Ministros aprobase finalmente el proyecto.
En diciembre de 1951 se abre una ronda de financiación para atraer inversores interesados en participar en el capital social de la factoría. El 29 de ese mes se constituye la Sociedad de Fabricación de Automóviles S.A. (FASA) fundada por Jiménez-Alfaro junto con cinco empresarios vallisoletanos que aportan 60 millones de pesetas al proyecto en los meses sucesivos.
Durante 1952 y 1953 se realizan las inversiones y trabajos de adecuación de los talleres de montaje. Se pone en marcha la producción del Renault 4CV con 100 empleados. Inicialmente en Valladolid solo se realizaba el montaje. El motor era fabricado en Santander por la Sociedad Nueva Montaña, partes de la carrocería por Cointra y las cajas de cambio en Sevilla por ISA.
El 12 de agosto de 1953 desfilan por las calles de Valladolid los primeros modelos del Renault 4CV fabricados en España. El 4CV se había empezado a fabricar en Francia en 1946 y se caracterizaba por su reducido peso de 560 kg y bajo consumo de combustible. Durante los 3 años siguientes la plantilla aumenta hasta los 400 trabajadores.

### FASA-Renault
En 1965 Renault amplió su participación en el accionariado de la compañía, pasando de un 15% a un 49,9%, renombrándose la compañía a FASA-Renault.
El 30 de octubre de 1974 un incendio en la factoría "Montaje 2" mató a 10 personas, aún hoy se sigue considerando inexplicable.
En 1976 Renault recibió la autorización para convertirse en el accionista principal. En 1977 se inaugura una segunda factoría en Villamuriel de Cerrato, provincia de Palencia. El número de empleados aumenta hasta los 14.000 trabajadores en la década de los 90.

### Grupo Renault
En diciembre de 2000 FASA-Renault se disuelve y todos sus activos son adquiridos por el Grupo Renault.
La mayoría de la gama de vehículos de Renault se fabricaron en España, exceptuando aquellos de gama más alta como los Renault 20/30 y 25. El Renault 7, enteramente fabricado en FASA-Renault de 1974 a 1984, es una versión local sedán del Renault 5.

## Competición
FASA-Renault comenzó a competir tímidamente en los años 50. En 1953 algunos concesionarios Renault cedían sus vehículos, primero los Renault 4/4 y más tarde los Renault Dauphine. No sería hasta 1965 cuando Renault creó un departamento deportivo con sede en Madrid cuyo primer piloto fue el francés afincado en España Bernard Tramont, que empezó a competir un año después con un Alpine 1300. Tramont ganaría dos campeonatos de España, 1967 y 1968 y años más tarde acabaría siendo director deportivo de la marca. Más tarde Lucas Sainz lograría lo mismo en 1971 con un Renault 8 Gordini Proto. Luego en los años 80 con Tramont de jefe deportivo otros pilotos destacaron que corrieron con Renault fueron Genito Ortiz, campeón en 1983 con un Renault 5 Turbo y Carlos Sainz subcampeón en 1985 y 1986. En el campeonato de marcas lograría el título en 1986, 1987 y 1988.

### Desarrollos relacionados
- Santiago López González
- Manuel Jiménez Alfaro
- Economía de Valladolid y Economía de la provincia de Valladolid
- Historia de Valladolid

### Empresas filiales/Partnership similares
- Renault de Argentina
- SOFASA
- Renault do Brasil
- Revoz
- Nissan Mexicana S.A. de C.V.
- Samsung Motors
- Nissan
 Datsun
- Dacia
- Lada-AvtoVAZ

### Listas relacionadas
- Modelos de Renault